# Khánh Ngọc (ca sĩ sinh 1936)
Hàn Thị Lan Nam (30 tháng 12 năm 1936 – 14 tháng 5 năm 2021) nổi tiếng với nghệ danh Khánh Ngọc, là một nữ diễn viên điện ảnh, ca sĩ và kịch nghệ người Việt Nam. Bà là một trong những ngôi sao điện ảnh thuộc thế hệ đầu tiên của làng điện ảnh Sài Gòn trước năm 1975.

## Cuộc đời và sự nghiệp

### Sự nghiệp âm nhạc
Khánh Ngọc tên thật là Hàn Thị Lan Nam, sinh năm 1936 tại Hà Nội, có cha người Minh Hương và mẹ người Việt. Thuở nhỏ Khánh Ngọc theo học trường người Hoa cho đến trung học thì chuyển qua học chữ Pháp. Năm 1951, bà theo gia đình vào miền Nam và học nhạc khi còn là nữ sinh với nhạc sĩ Võ Đức Thu, rồi được theo học nhạc với đôi vợ chồng nhạc sĩ Dương Thiệu Tước và ca sĩ Minh Trang nên bà bước vào làng văn nghệ từ sớm bắt đầu sự nghiệp ca hát ở Đài phát thanh Pháp Á. Bà lấy nghệ danh Khánh Ngọc, bắt đầu đi khắp ba miền biểu diễn. Theo hồi ức của ca sĩ Khánh Ngọc, ca khúc đầu tiên bà ra mắt khán giả là Tiếng hát lênh đênh (Tử Phác & Lương Ngọc Châu) tại rạp Nam Việt (Sài Gòn).
Năm 1952, Khánh Ngọc tham gia ban Gió Nam - ca đoàn gồm Thái Thanh, Thái Hằng, Hoài Trung, Hoài Bắc, Phạm Duy. Ban Gió Nam vốn được thành lập từ lâu ở chiến khu Việt Minh Thanh Hóa. Cả ban quyết định di cư vô Sài Gòn để tránh mọi phiền nhiễu về lý lịch, sau đó đổi hẳn thành Ban hợp ca Thăng Long.
Bà sớm vươn lên làm giọng ca chính của ban, bắt đầu đi thâu đĩa và chụp hình quảng cáo.  Đương thời, Khánh Ngọc là cái tên được báo giới và dư luận Sài Gòn săn đón, ở các đại nhạc hội và vũ trường thì Khánh Ngọc càng là giọng ca được ưa chuộng nhất trong ban Thăng Long. Điều này là yếu tố chính đưa ban Thăng Long lên đứng đầu thị trường âm nhạc miền Nam trong thập niên 1950, thường được ví là cơn gió lạ thổi vào tân nhạc Sài Gòn bởi lối biểu diễn hoàn toàn mới và cực kì điêu luyện vào thời điểm đó.

### Sự nghiệp điện ảnh
— Tuần báo Truyện Phim số 46, 1958
Năm 1955, một phái đoàn điện ảnh Philippines được chính phủ Quốc gia Việt Nam mời sang thực hiện cuốn phim tuyên truyền trên màn ảnh đại vĩ tuyến Ánh sáng miền Nam. Khi nhà đạo diễn ngoại quốc có cơ hội xem Khánh Ngọc diễn nhạc cảnh Được mùa của ban Thăng Long tại rạp Việt Long, Khánh Ngọc được chọn làm nữ chính, Thái Hằng, Thái Thanh và Phạm Duy cũng góp mặt. Vai diễn này bất ngờ đem lại cho bà giải thưởng tại Đại hội điện ảnh Manila vào năm 1956.
Năm 1957, bà đóng tiếp phim Đất lành của hãng Đông Phương Films, đạo diễn Ramon Eatells thực hiện theo kịch bản César Amigo và Phạm Duy; Khánh Ngọc có cơ hội diễn chung với Lê Quỳnh, Lê Thương và Kiều Hạnh. Tiếp đó là cuốn phim màu Chim lồng do nhạc sĩ Phạm Duy soạn kịch. Năm 1958 bà tham gia phim cuối cùng Ràng buộc của hãng Alpha Films, diễn cặp với nam tài tử Anh Tứ.

## Đời tư
Năm 1953, Khánh Ngọc kết hôn với Phạm Đình Chương và có một cậu con trai. Tuy nhiên cuộc hôn nhân không kéo dài được bao lâu thì xảy ra vụ ngoại tình giữa bà và nhạc sĩ Phạm Duy. Vụ đánh ghen giữa ca sĩ Thái Hằng (chị chồng) với ca sĩ Khánh Ngọc trở thành khẩu ngữ "ăn chè Nhà Bè" ầm ĩ trên mặt báo và dư luận thời bấy giờ.
Sau khi ly dị, Khánh Ngọc sang Hoa Kỳ học điện ảnh và trau dồi thêm thanh nhạc tại trường Pasadena Playhouse College. Dù đã tạm xa quê hương, nhưng bà vẫn được báo giới săn tin từng ngày. Sau cách mạng 01 tháng 11, Khánh Ngọc ít xuất hiện trước công chúng. Sau này bà lập gia đình mới rồi mở quán ăn tại Hoa Kỳ và không theo con đường nghệ thuật.

## Qua đời
Bà qua đời vào ngày 14 tháng 05 năm 2021 tại California, Hoa Kỳ, hưởng thọ 85 tuổi.